# Mod Sun
Derek Ryan Smith (Bloomington, Minnesota, 10 de marzo de 1987), más conocido como Mod Sun (estilizado como MOD SUN o MODSUN, un acrónimo de «Movement on Dreams, Stand under None»), es un músico de rock, autor, rapero y pintor estadounidense. Ha lanzado seis mixtapes, tres EP y cuatro álbumes de estudio a lo largo de su carrera.

## Primeros años
Derek Ryan Smith nació el 10 de marzo de 1987 en Bloomington, Minnesota. Más tarde, su padre se fue a California y sus padres se divorciaron, por lo cual Smith pasó un tiempo viviendo con su padre en Long Beach, California. De los cinco a los diez años, se mudó con frecuencia debido a que su madre tuvo que cambiar de casa debido a su trabajo. Derek también pasó un tiempo creciendo en una granja en Corcoran, Minnesota durante su juventud.

## Carrera musical

### 2004–2019: Inicios y primeros trabajos
Mod Sun fue miembro de la banda de post-hardcore Four Letter Lie, en la que tocaba la batería de 2004 a 2009. Los dejó para convertirse en baterista de la banda de post-hardcore Scary Kids Scaring Kids a partir de 2009 hasta su disolución en 2010.
Su álbum debut Look Up, se lanzó el 10 de marzo de 2015 a través de Rostrum Records. Alcanzó el puesto número 1 en la lista Billboard Top Heatseekers. El 10 de marzo de 2017, se lanzó su segundo álbum de estudio, Movie, también a través de Rostrum Records. Alcanzó el puesto número 16 en Top Heatseekers. Su tercer álbum de estudio BB se publicó el 10 de noviembre de 2017.

### 2020–2021:Internet Killed the Rockstar
A principios de 2020, anunció que comenzó a trabajar en su próximo cuarto álbum de estudio. Su sencillo principal, «Karma», se lanzó el 30 de octubre de 2020. El video musical que lo acompaña se estrenó tres semanas después, el 16 de noviembre de 2020, y fue dirigido por Machine Gun Kelly. La canción «Bones» se publicó como el segundo sencillo del álbum el 27 de noviembre de 2020. El video musical se estrenó 21 de diciembre de 2020 a través del canal oficial de YouTube de Mod Sun y fue dirigido por Charlie Zwick.
El tercer sencillo del álbum, «Flames», una colaboración con Avril Lavigne se lanzó el 8 de enero de 2021 a través de Big Noise. El 18 de enero de ese mismo año, se estrenó Downfalls High, una película que Smith codirigió con Machine Gun Kelly. El 25 del mismo mes, anunció oficialmente el título del álbum, Internet Killed the Rockstar, el cual se lanzó el 12 de febrero. En marzo de 2021, lanzó el sencillo «Heavy» con Blackbear.

## Vida privada
Mod Sun estuvo en una relación con la estadounidense de Internet Tana Mongeau desde la primavera de 2020 hasta noviembre de 2020. Antes de Mongeau, se le vinculó románticamente con Bella Thorne y Demi Lovato.
En marzo de 2021 se hizo público que está en una relación con la cantante canadiense Avril Lavigne. En abril de 2022 se hizo público que la pareja estaba comprometida. En febrero de 2023, el representante de la cantante anunció unilateralmente la cancelación del compromiso matrimonial por parte de Avril Lavigne y el final de la relación sentimental entre ambos.

## Álbumes

### Álbumes de estudio
| Títulos                      | Detalles                                                                                       | Posiciones en las listas | Posiciones en las listas | Posiciones en las listas | Posiciones en las listas | Posiciones en las listas |
| Títulos                      | Detalles                                                                                       | EE. UU.                  | EE. UU. Alter.           | EE. UU. R&B              | EE. UU. Heat.            | EE. UU. Indep.           |
| ---------------------------- | ---------------------------------------------------------------------------------------------- | ------------------------ | ------------------------ | ------------------------ | ------------------------ | ------------------------ |
| Look Up                      | - Lanzamiento: 10 de marzo de 2015 - Discográfica: Rostrum - Formato: CD, descarga digital     | 120                      | 6                        | 13                       | 1                        | 7                        |
| Movie                        | - Lanzamiento: 10 de marzo de 2017 - Discográfica: Rostrum - Formato: CD, descarga digital     | —                        | —                        | —                        | 16                       | 40                       |
| BB                           | - Lanzamiento: 10 de noviembre de 2017 - Discográfica: Rostrum - Formato: CD, descarga digital | —                        | —                        | —                        | —                        | —                        |
| Internet Killed the Rockstar | - Lanzamiento: 12 de febrero de 2021 - Discográfica: Big Noise - Formato: CD, descarga digital | —                        | —                        | —                        | 21                       | —                        |

! scope="row"| God Save The Teen
|
- Lanzamiento: 3 de febrero de 2023
- Discográfica: Big Noise
- Formato: CD, descarga digital

|| — || — || — || — || —
|}

### EPs
| Títulos          | Detalles                                                                                          |
| ---------------- | ------------------------------------------------------------------------------------------------- |
| The Hippy Hop EP | - Lanzamiento: 16 de enero de 2010 - Discográfica: Mod Sun - Formato: descarga digital            |
| In MOD We Trust  | - Lanzamiento: 8 de febrero de 2011 - Discográfica: New Hippys - Formato: descarga digital        |
| Happy as Fuck    | - Lanzamiento: 13 de junio de 2012 - Discográfica: Bananabeat Records - Formato: descarga digital |

### Sencillos
| Año  | Sencillo                                     | Posiciones en las listas | Posiciones en las listas | Posiciones en las listas | Posiciones en las listas | Posiciones en las listas | Posiciones en las listas | Álbum                        |
| Año  | Sencillo                                     | Hot Rock & Altern.       | Rock Dig.                | Altern. Dig.             | Hot Canadian Dig.        | RMNZ                     | UK Down.                 | Álbum                        |
| ---- | -------------------------------------------- | ------------------------ | ------------------------ | ------------------------ | ------------------------ | ------------------------ | ------------------------ | ---------------------------- |
| 2010 | «Need That»                                  | —                        | —                        | —                        | —                        | —                        | —                        | In MOD We Trust              |
| 2011 | «Paradisity»                                 | —                        | —                        | —                        | —                        | —                        | —                        | In MOD We Trust              |
| 2012 | «All Night, Every Night» (con The Ready Set) | —                        | —                        | —                        | —                        | —                        | —                        | Sin álbum                    |
| 2012 | «Save» (con Ab-Soul, Rich Hil y Metasota     | —                        | —                        | —                        | —                        | —                        | —                        | Sin álbum                    |
| 2013 | «My Hippy»                                   | —                        | —                        | —                        | —                        | —                        | —                        | Look Up                      |
| 2014 | «1970»                                       | —                        | —                        | —                        | —                        | —                        | —                        | Look Up                      |
| 2015 | «Howlin' at the Moon»                        | —                        | —                        | —                        | —                        | —                        | —                        | Look Up                      |
| 2015 | «Pound on the Way»                           | —                        | —                        | —                        | —                        | —                        | —                        | Sin álbum                    |
| 2016 | «We Do This Shit» (con DeJ Loaf)             | —                        | —                        | —                        | —                        | —                        | —                        | Movie                        |
| 2017 | «Two»                                        | —                        | —                        | —                        | —                        | —                        | —                        | Movie                        |
| 2017 | «Beautiful Problem» (con gnash & Maty Noyes) | —                        | —                        | —                        | —                        | —                        | —                        | Movie                        |
| 2017 | «happyBB»                                    | —                        | —                        | —                        | —                        | —                        | —                        | BB                           |
| 2017 | «#noshirton»                                 | —                        | —                        | —                        | —                        | —                        | —                        | BB                           |
| 2017 | «poundzzzzzz»                                | —                        | —                        | —                        | —                        | —                        | —                        | BB                           |
| 2017 | «address on the internet»                    | —                        | —                        | —                        | —                        | —                        | —                        | BB                           |
| 2018 | «Runaway»                                    | —                        | —                        | —                        | —                        | —                        | —                        | Sin álbum                    |
| 2018 | «Burning Up»                                 | —                        | —                        | —                        | —                        | —                        | —                        | Sin álbum                    |
| 2019 | «Psycho Smile»                               | —                        | —                        | —                        | —                        | —                        | —                        | Sin álbum                    |
| 2019 | «Tell Me All Your Secrets»                   | —                        | —                        | —                        | —                        | —                        | —                        | Sin álbum                    |
| 2019 | «Blue Cheese»                                | —                        | —                        | —                        | —                        | —                        | —                        | Sin álbum                    |
| 2019 | «Selfish»                                    | —                        | —                        | —                        | —                        | —                        | —                        | Sin álbum                    |
| 2019 | «Shoulder»                                   | —                        | —                        | —                        | —                        | —                        | —                        | Sin álbum                    |
| 2019 | «Amen»                                       | —                        | —                        | —                        | —                        | —                        | —                        | Sin álbum                    |
| 2019 | «Tipi/2005 Flex Up»                          | —                        | —                        | —                        | —                        | —                        | —                        | Sin álbum                    |
| 2019 | «I Remember Way Too Much»                    | —                        | —                        | —                        | —                        | —                        | —                        | Sin álbum                    |
| 2019 | «Uppers & Downers»                           | —                        | —                        | —                        | —                        | —                        | —                        | Sin álbum                    |
| 2020 | «Stay Away»                                  | —                        | —                        | —                        | —                        | —                        | —                        | Sin álbum                    |
| 2020 | «Karma»                                      | —                        | —                        | —                        | —                        | —                        | —                        | Internet Killed The Rockstar |
| 2020 | «Bones»                                      | —                        | —                        | —                        | —                        | —                        | —                        | Internet Killed The Rockstar |
| 2021 | «Flames» (con Avril Lavigne)                 | 35                       | 8                        | 10                       | 50                       | 40                       | 74                       | Internet Killed The Rockstar |
| 2021 | «Heavy» (con Blackbear)                      | —                        | —                        | —                        | —                        | —                        | —                        | Sin álbum                    |